# Староурмарське сільське поселення
Староурма́рське сільське поселення (рос. Староурмарское сельское поселение) — муніципальне утворення у складі Урмарського району Чувашії, Росія. Адміністративний центр та єдиний населений пункт — присілок Старі Урмари.

## Населення
Населення — 1194 особи (2019, 1374 у 2010, 1539 у 2002).